# Paulo Victor Rodrigues de Souza
Paulo Victor Rodrigues de Souza (* 22. März 1996 in Itanhém, Bahia) ist ein brasilianischer Fußballspieler.

## Karriere
Paulo Victor begann seine Karriere beim AD São Caetano. Im Januar 2017 kam er zum Viertligisten CA Metropolitano.
Allerdings wechselte Paulo Victor im Juli 2017 bereits nach einem halben Jahr zum österreichischen Zweitligisten SC Austria Lustenau, bei dem er einen bis Juni 2019 gültigen Vertrag erhielt. Sein Debüt in der zweiten Liga gab er im Juli 2017, als er am ersten Spieltag der Saison 2017/18 gegen den Floridsdorfer AC in der Halbzeitpause für Lucas Barbosa eingewechselt wurde. Beim 5:1-Sieg über den FAC erzielte er in Minute 47 bzw. 65. die Treffer zum zwischenzeitlichen 2:1 und 3:1. Nach der Saison 2017/18 verließ er Lustenau und wechselte zum Regionalligisten FC Langenegg.